# Антисфен (наварх)
Антисфен (др.-греч. Ἀντισθένης; IV век до н. э.) — наварх Антигона Одноглазого

## Биография
Антисфен был навархом у Антигона и его сына Деметрия Полиоркета. В 306 году до н. э. перед началом морской битвы при Саламине Антисфен по приказу Деметрия возглавил отряд из десяти пентер, оставленных у узкого выхода из гавани Саламина. Целью Антисфена и его людей было блокирование шестидесяти судов брата Птолемея Менелая, чтобы они не могли оказать помощь основным силам египетской эскадры, нанеся удар флоту Деметрию с тыла.
Во время развернувшегося сражения командир Менелая Менетий смог прорвать линию обороны Антисфена. Однако к тому времени Птолемей был разбит и отступил с уцелевшими воинами, поэтому свою задачу Антисфен выполнил.